# Hannover
Hannover (správná česká výslovnost [hanover] nebo [hanóvr], německá výslovnost  [haˈnoːfɐ]IPA) je hlavním a největším městem německé spolkové země Dolní Sasko. Žije zde přibližně 548 tisíc obyvatel, což z něj činí 13. největší město v Německu a také třetí největší město v severním Německu po Hamburku a Brémách. V jeho aglomeraci, do které patří například města Garbsen či Langenhagen žije téměř 800 tisíc lidí. Město leží na soutoku řeky Leine a jejího levého přítoku Ihme v jižní části Severoněmecké nížiny.

## Historie
Hannover byl založen ve středověku na březích řeky Leine asi v 10. století jako vesnice převozníků a rybářů. Velkého rozmachu dosáhl od 13. století, kdy byl přijat mezi hanzovní města. Pozemní doprava nebyla bezpečná,  město využívalo svou strategickou polohu při soutoku několika řek a preferovalo lodní dopravu.

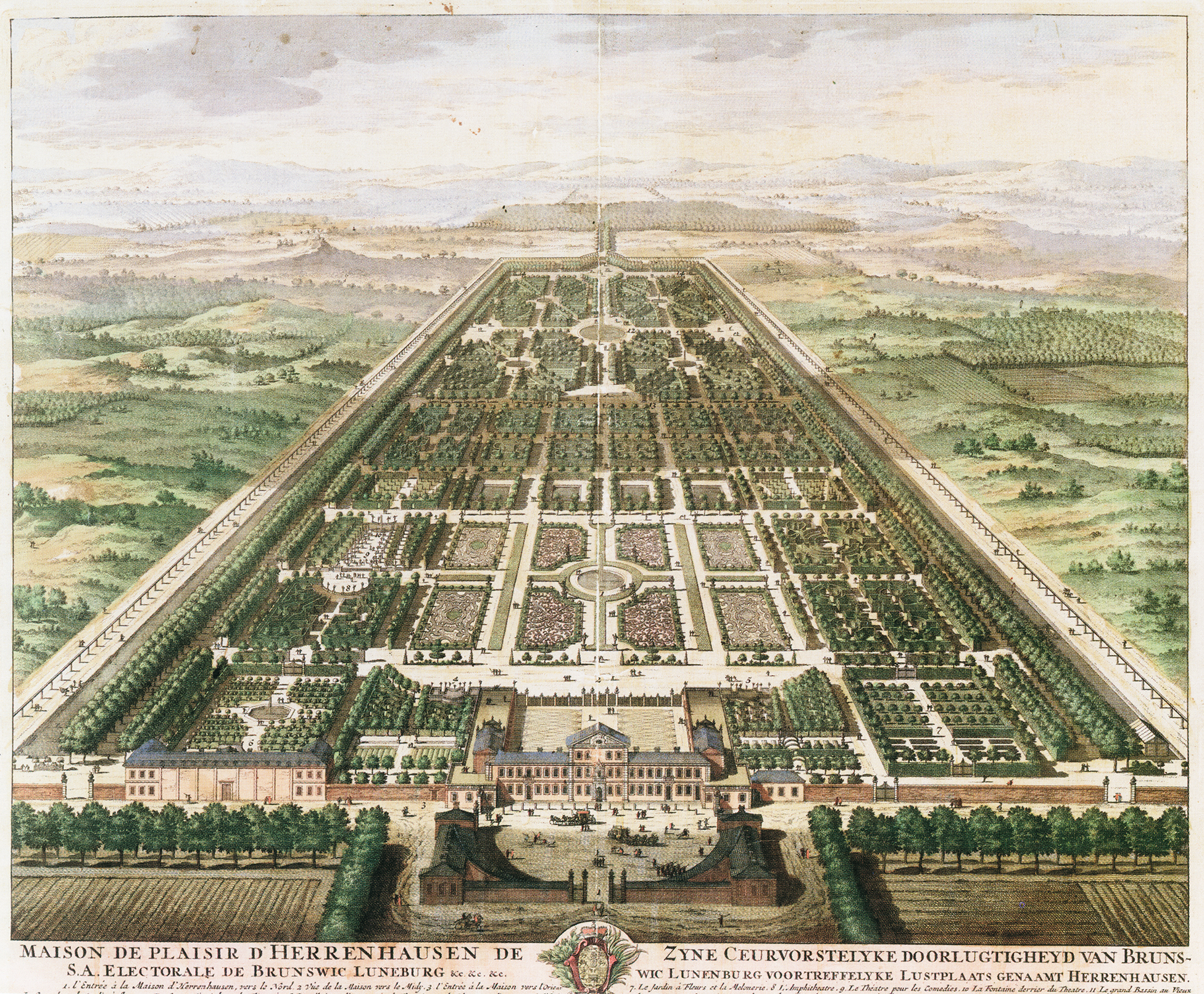
Zámek Herrenhausen a zahrady, asi 1708.

Hannover byl mezi lety 1692 a 1814 hlavním městem Brunšvicko-lüneburského kurfiřtství, sídlem hannoverských kurfiřtů, z nichž Jiří I. (pravnuk Jakuba I.) se roku 1714 stal anglickým králem a zakladatelem dědičné královské Hannoverské dynastie. Město bylo tradičně centrem kultury, umění a věd. V roce 1831 vznikla Leibnizova univerzita, kterou založil Karl Karmasch. 
Hannoverské království bylo v letech 1814–1866 součástí provincie Hannoversko. Po válce z roku 1866 je anektovalo Pruské království (1868-1918). 
Dominantou města se od roku 1913 stala Nová radnice. Po první světové válce v období Výmarské republiky město zůstalo správním střediskem Hannoverské provincie Svobodného státu Prusko (1918-1946). 
Před a v průběhu druhé světové války Hannover patřil k důležitým centrům nacistické moci a zbrojní výroby. Proto se na něj zaměřily spojenecké nálety.   
Téměř 90 procent staveb bylo poničeno bombardováním, mezi nimi také zámek Herrenhausen. Ten byl obnoven teprve v letech 2010-2013. Nyní patří spolu s barokními zahradami k nejznámějším turistickým cílům ve městě.
Po druhé světové válce bylo město začleněno do Britské okupační zóny, nejprve v rámci autonomní zóny Hannoversko (1946), za krátkou dobu se pak stalo hlavním městem nově vzniklé spolkové země Dolní Sasko. Od sjednocení americké, britské a francouzské okupační zóny byl součástí Západního Německa.Administrativní oblast Hannover zanikla v roce 2005. Nyní je Hannover hlavním městem spolkové země Dolní Sasko. V roce 2014 byl Hannover vyhlášen městem hudby UNESCO.

## Doprava
Město se během 20. století stalo důležitou křižovatkou železničních tratí a dálnic. Na severojihu ho protíná vysokorychlostní trať z Hamburku do Frankfurtu nad Mohanem a také trať z Berlína vedoucí do hustě obydlené aglomerace Porýní-Porúří. Ve stejných směrech protínají město dvě důležité dálnice A2 (Berlín-Magdeburg-Hannover-Bielefeld-Oberhausen) a A7 (hranice s Dánskem-Hamburk-Hannover-Kassel-Fulda-Würzburg-Ulm-hranice s Rakouskem). Letiště, které leží severně od města nedaleko Langenhagenu je devátým nejrušnějším v Německu. 

## Geografie
Poloha
Hannover leží v údolí řeky Leine, v průměrně výšce 55 metrů nad mořem. Nejvyšší bod se nachází v jihovýchodní částí, vrch Kronsberg leží v nadmořské výšce 118,2 metrů nad mořem, vrch Lindener pak ve výšce 89,0 metrů nad mořem. Nejníže položeným místem se nachází v chráněné krajinné oblasti Klosterforst Marienwerder, které leží ve výšce 44 metrů nad mořem. 
Ze severu sem zasahuje Dolnosaská vysočina, která pak přechází do Severoněmecké nížiny. Geografická poloha poskytla příznivé podmínky pro rozvoj města již od středověku. Vzdálenosti z Hannoveru do nejbližších větších měst jsou následující: 25 km jižně leží Hildesheim, zhruba 55 km východně Braunschweig a asi 70 km na východ Wolfsburg. Severně od Hannoveru leží Brémy (asi 100 km) a Hamburk (asi 150 km). Hlavní město Berlín se nachází zhruba 250 km na východ.
Sousední obce
S městem Hannover sousedí Langenhagen, Isernhagen, Lehrte, Sehnde, Laatzen, Hemmingen, Ronnenberg, Gehrden, Seelze a Garbsen.

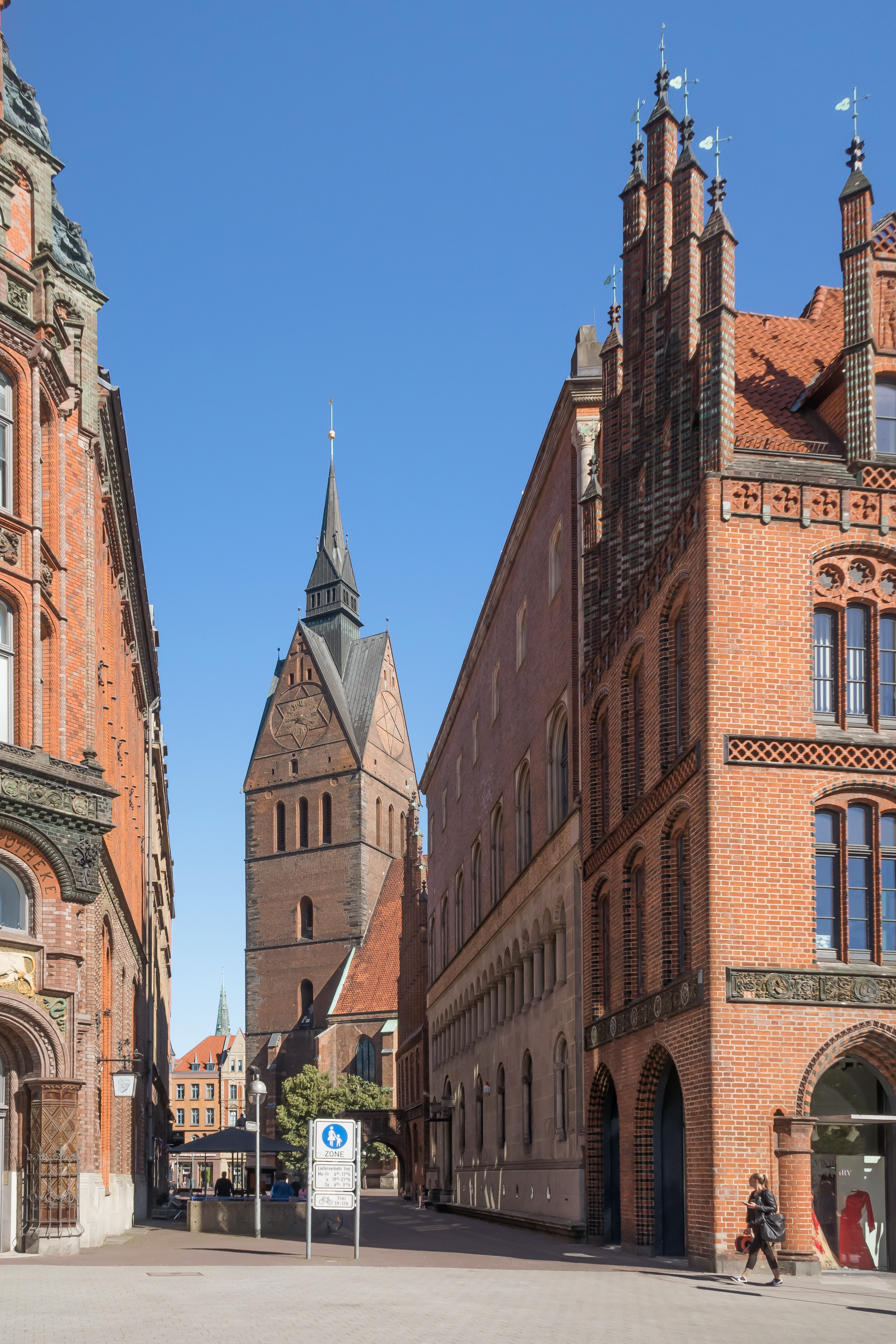
Marktkirche, Krämerstrasse a stará radnice

## Administrativní členění
Hannover se skládá z 51 městských částí, které jsou sloučeny po dvou až sedmi do třinácti větších celků: Mitte, Vahrenwald-List, Bothfeld-Vahrenheide, Buchholz-Kleefeld, Misburg-Anderten, Kirchrode-Bemerode-Wülferode, Südstadt - Bult, Döhren-Wülfel, Ricklingen, Linden-Limmer, Ahlem-Badenstedt-Davenstedt, Herrhäuser - Stöcken und Nordstadt.
Jedenáct procent z asi 200 čtverečních kilometrů rozlohy města tvoří veřejná zeleň. Díky tomu je tak Hannover označován jako jedno z nejzelenějších měst Německa. V blízkosti centra se rozkládá městský les Eilenriede o rozloze 650 hektarů.
V jižní části města se nachází uměle vytvořené jezero Maschsee o rozloze 78 akrů.

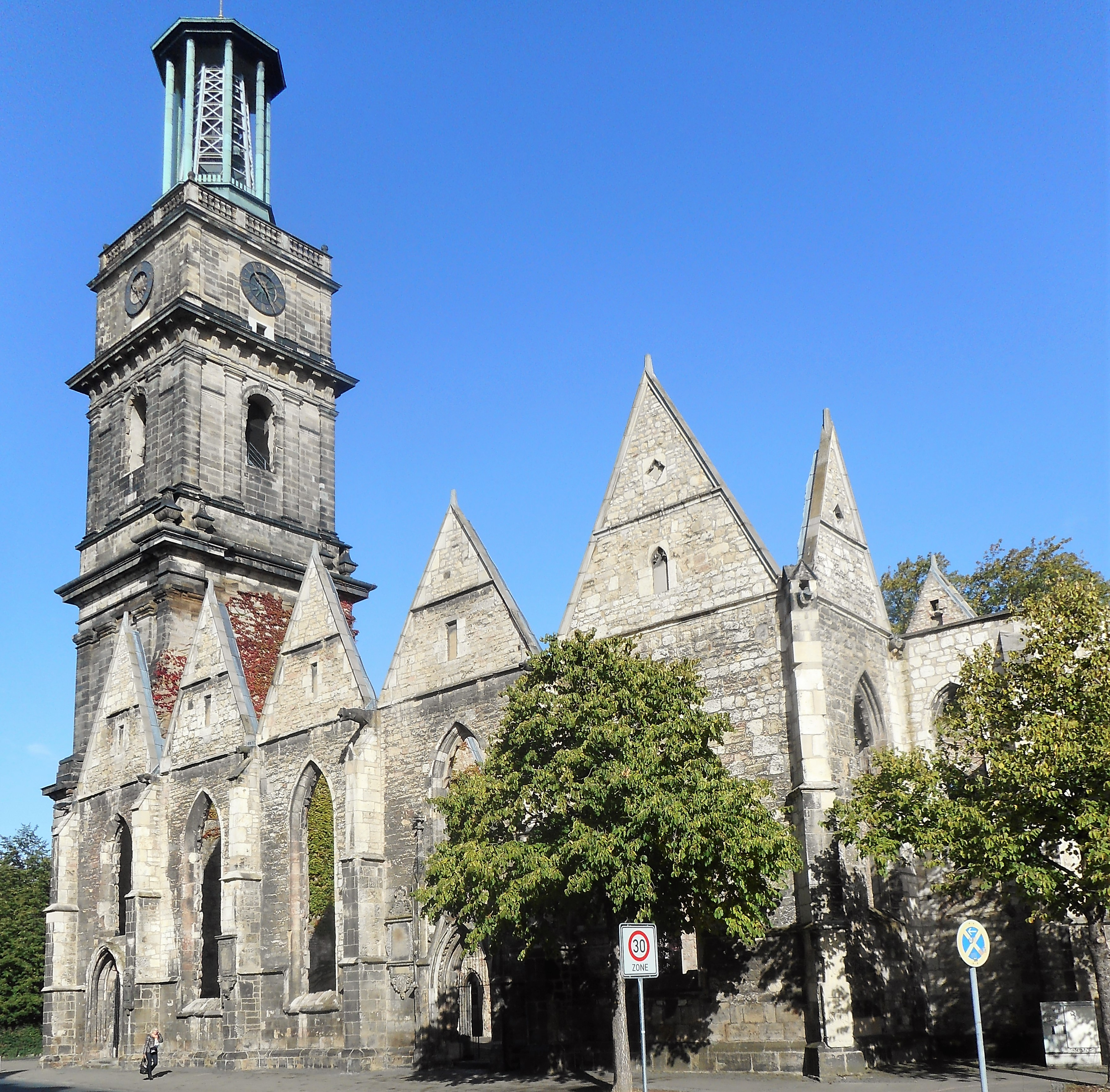
Ruina kostela sv. Jiljí

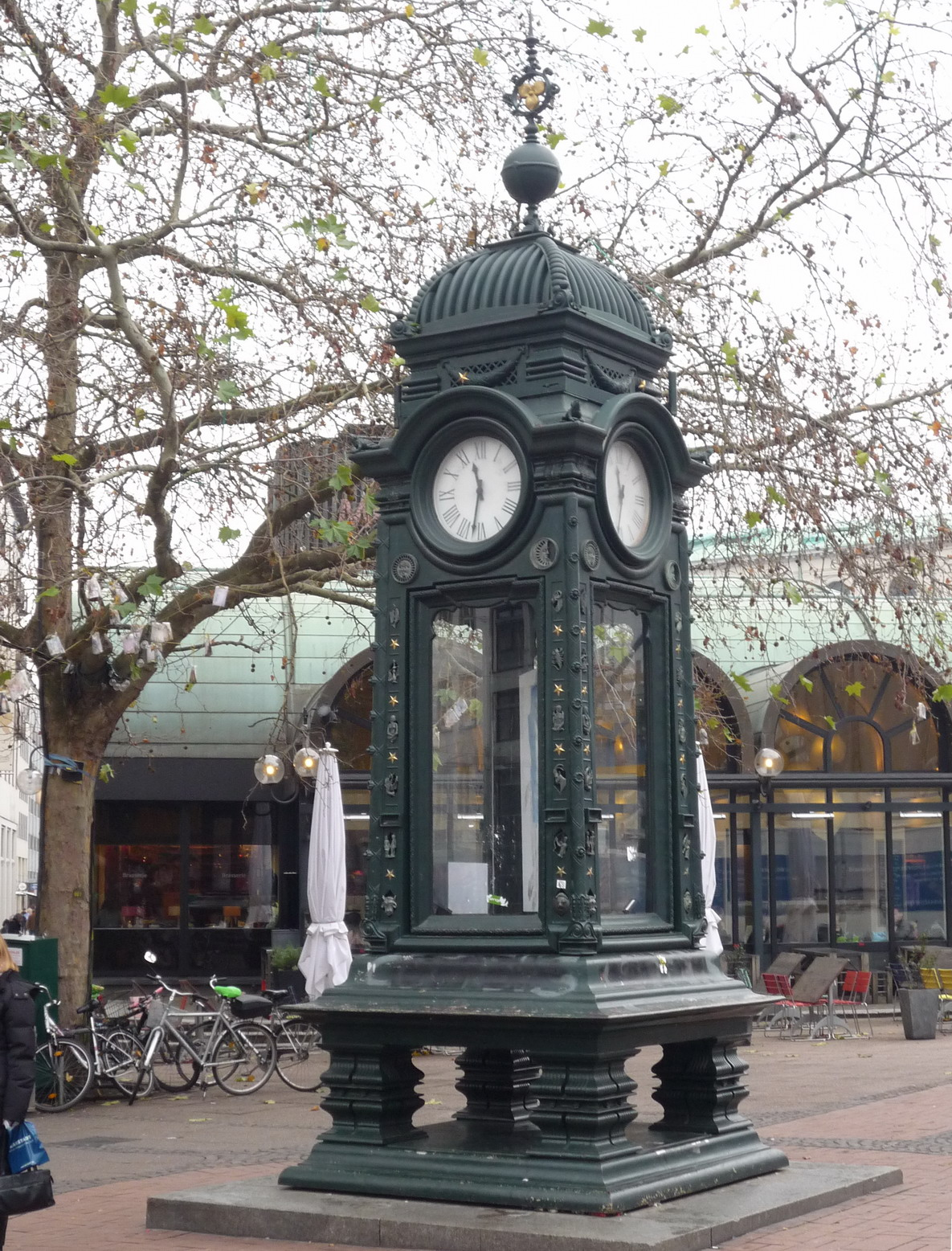
Kröpcke-Uhr

## Klima
Roční průměrná teplota dosahuje 8,7 °C. Průměrný roční úhrn srážek činí 661 milimetrů srážek. Mezi květnem a srpnem se průměrně vyskytuje 22 letních dnů (klimatologický termín pro dny, kdy maximální teplota překračuje 25 °C).

## Ekonomika
Město je známo chemickým, textilním, gumárenským a ocelářským průmyslem i obchodem. V části Hannover-Stöcken se nachází závod Volkswagen Commercial Vehicles, kde se vyrábí Volkswagen Transporter. Je největším zaměstnavatelem v regionu.
Finanční průmysl je také důležitý. Významnými zaměstnavateli jsou Talanx, VHV, Hannover Re a Nord LB.

### Výstaviště
Hannoverské výstaviště patří mezi největší centra obchodní prezentace na světě. Konala se zde Světová výstava 2000 a každoroční Hannoverský veletrh. Do roku 2018 se zde pořádal CeBIT zaměřený na informační technologie. Každé dva roky se koná světový veletrh dopravy a logistiky, přehlídka vozidel IAA.  Každý rok se koná Schützenfest Hannover, což je největší festival střelců na svět. Každoročně se koná obdoba mnichovského pivního festivalu Oktoberfest, s milionem návštěvníků druhý největší v Německu.

## Kultura a pamětihodnosti
- Červená linie (Roter Faden) je zhruba 4,2 km dlouhá trasa kolem nejvýznamnějších památek města, vyznačená na chodnících a silnicích.

### Památky architektury
- Stará radnice - pozdně gotická cihlová stavba se stupňovitým štítem
- Nová radnice postavena v letech 1901–1913; pompézní eklektická stavba ve stylu historismu s centrální věží s kupolí o výšce 98 metrů; stavba stála deset milionů marek. Z kupole byl v roce 1946 vyhlášen samostatný stát Dolní Sasko, je přístupná veřejnosti jako vyhlídka na město.
- Aegidientorkirche - ruina gotického kostela sv. Jiljí, jehož klenba se zřítila při bombardování v roce 1944
- Marktkirche - cihlový pozdně gotický chrám
- Krämerstraße - historická Kramářská ulice s hrázděnými domy ze 17.-19. století
- Hauptbahnhof - hlavní nádraží
- Zámek Herrenhausen a Herrenhaussenské zahrady- královské zahrady
- Hauptbahnhof - hlavní nádraží

### Kröpcke

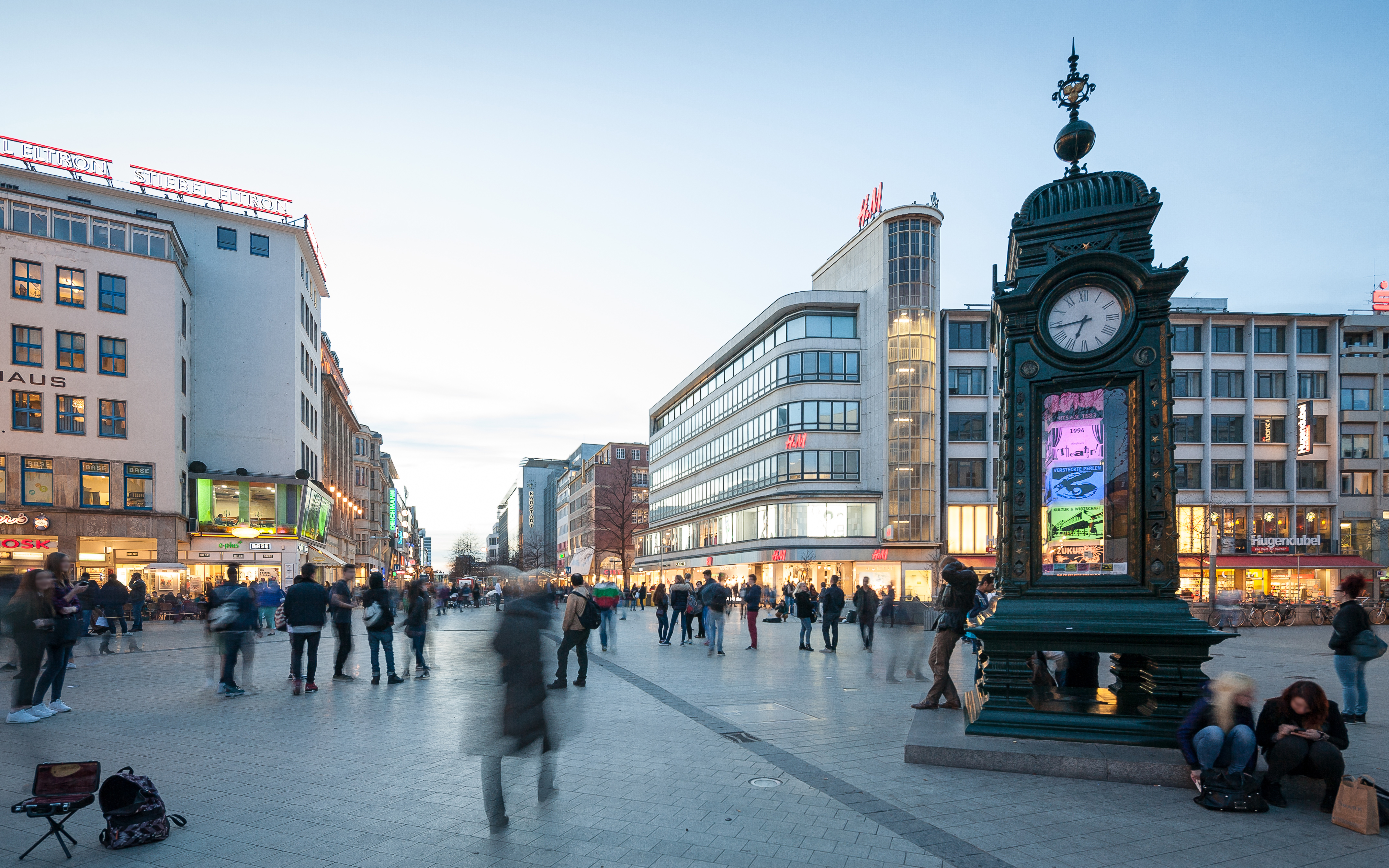
Kröpcke při pohledu západním směrem

Kröpcke bylo od 19. století druhým historickým centrem Hannoveru, Od roku 1872 zde jezdila koňská dráha, která byla v roce 1897 nahrazena dráhou tramvajovou. Škody způsobené za druhé světové války byly při přestavbě zahlazeny a tramvajová trať byla v roce 1971 přemístěna do podzemí. Náměstí zůstalo přestupním uzlem městské hromadné dopravy, ale stalo se pěší zónou a je křižovatkou čtyř důležitých nákupních ulic: Georgsstraße, Karmarschstraße, Bahnhofstraße a Rathenaustraße. Směrem k hlavnímu nádraží vede dvojúrovňová nákupní promenáda Niki-de-Saint-Phalle.
- Kröpcke Uhr - asi 10 metrů vysoká meteorologická věž s hodinami z poslední čtvrtiny 19. století, po válce byla nahrazena nahrazena zjednodušenou kopií; orientační bod města a časté místo srazů.
- Cukrárna Mövenpick, výrazná svou vlnitou střechou.

## Školství
Ve městě sídlí jedenáct vysokých škol, například Leibnizova univerzita.

### Eilenriede
Lesopark poblíž centra města, o rozloze 650 hektarů, označovaný „Plíce města“. Patří k největším městským zeleným plochám v Evropě; místo odpočinku a sportu (bruslařská dráha, sáňkové dráhy, dětská hřiště, pingpongové stoly, apod.)

## Slavní rodáci
- Jan Valerián Callot (1673–1713),  pražský malíř
- Jiří I. (1660–1727),  panovník Království Velké Británie a Irska[7]
- Jiří II. Britský (1683–1760), panovník Království Velké Británie a Irska[8]
- Žofie Dorotea Hannoverská (1687–1757), pruská královna[9]
- William Herschel (1738–1822), anglicko-německý astronom, objevitel planety Uran a konstruktér zrcadlových dalekohledů[10]
- Caroline Herschel (1750–1848), německá astronomka[11]
- Marie Adelaida z Cambridge (1833–1897), britská princezna, vévodkyně z Tecku[12]
- Emile Berliner (1851–1929), německo-americký inženýr a vynálezce[13]
- Fritz Haarmann (1879–1925), německý sériový vrah a kanibal, známý jako „Řezník z Hannoveru” [14]
- Otto Fritz Meyerhof (1884–1951), německý chemik a lékař, nositel Nobelovy ceny za fyziologii a lékařství za rok 1922[15]
- Kurt Schwitters (1887–1948), německý malíř, básník a reklamní grafik[16]
- Pascual Jordan (1902–1980), německý fyzik a matematik[17]
- Hannah Arendtová (1906–1975), německá politická filosofka a spisovatelka[18]
- Herschel Grynszpan (1921–1944?), polský žid, atentátník, který zabil Ernsta vom Ratha[19]
- Klaus Meine (* 1948), německý zpěvák a spoluzakladatel hard rockové skupiny Scorpions[20]
- Arnošt Augustus Hannoverský (* 1954), hannoverský princ, současná hlava dynastie Hannoverských[21]
- Francis Buchholz (* 1954), německý baskytarista, člen skupiny Scorpions[22]
- Erdoğan Atalay (* 1966), německý herec[23]
- Per Mertesacker (* 1984), bývalý německý fotbalový obránce a reprezentant[24]
- Lena Meyer-Landrut (* 1991), německá zpěvačka[25]

## Partnerská města
- Bristol, (Velká Británie, od roku 1947)
- Perpignan, (Francie, 1960)
- Rouen, (Francie, 1966)
- Blantyre, (Malawi, 1968)
- Poznaň, (Polsko, 1979)
- Hirošima, (Japonsko, 1983)
- Lipsko, (Německo, 1987)